# Верблюжья почта

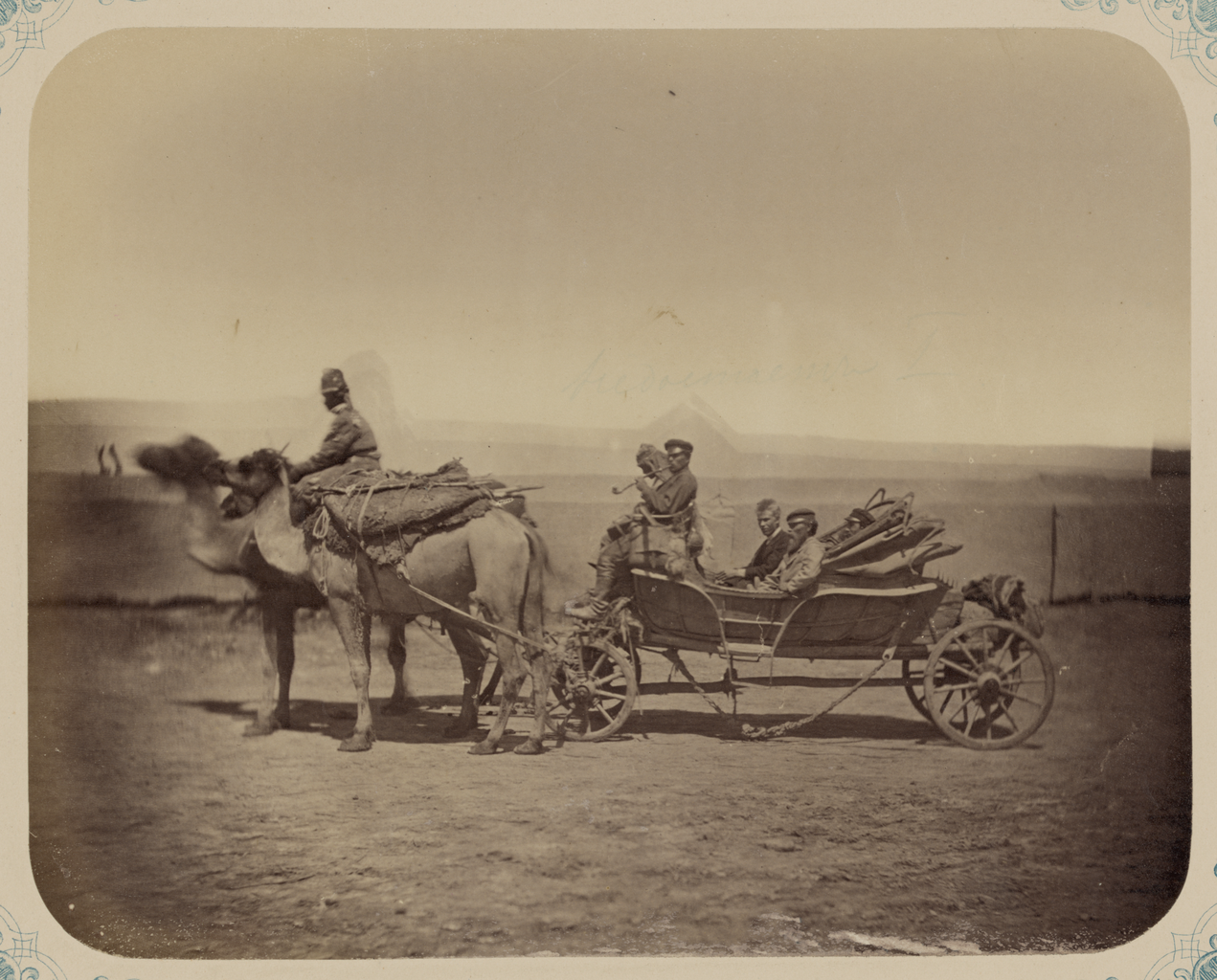
Верблюжья почта на почтовом маршруте в Туркестанском крае. Фото из «Туркестанского альбома» (1870-е)

Верблю́жья по́чта — один из способов почтовой связи, при котором доставка почтовых отправлений производится с помощью верблюдов через пустынные районы Северной Африки и Азии. Известны исторические примеры использования верблюжьей почты в некоторых других регионах мира.
|  |

## История

### Древний мир
В трудах Диодора сообщается, что гонцов — всадников на верблюдах — держал во времена Александра Македонского один из военачальников при своём штабе.

### Страны Востока
В XIX веке на Востоке и в некоторых африканских странах всевозможные почтовые отправления перевозились на верблюдах, благодаря выносливости и неприхотливости этих «кораблей пустыни», способных сутками обходиться без пищи и воды и преодолевать большие расстояния с тяжёлым грузом на своих горбах. Верблюжья почта получила значительное распространение в Марокко, областях Сахары между Нигером и Красным морем, в арабских странах Азии и в Индии.
Вот как описана верблюжья почта в стародавней Ливии в одной из книг по истории почты:

«Представим себе ливийскую пустыню на севере Африки. На сотни километров во все стороны раскинулись песчаные просторы, безводные, с чахлой растительностью. Лишь кое-где встречаются селения, оазисы с несколькими пальмами. Солнце нещадно палит бесплодную равнину, по которой движется караван верблюдов. Товары, грузы, в том числе и письма, доставляются здесь на верблюдах. Животные, вытянув шею, медленно идут вперёд, оставляя следы в сыпучих барханах. Караван остановился в небольшом городке Мурзуке.
Начальник каравана подзывает к себе молодого туарега, восседающего на верблюде. Африканец одет в белое легкое одеяние, на голове — белая повязка.
— Повезешь письма в Триполи, — говорит он курьеру. — Надо скорей вручить их жителям города. Почта сегодня большая.
— Слушаюсь, господин, — наклонив голову, отвечает курьер. — Будет доставлено быстро.
Два тюка с письмами и посылками он перекидывает через спину верблюда, покрывает их попоной и сам садится сверху. Животное пускается в путь, раскачивается его горб, мотается из стороны в сторону седок. Но это его не смущает. Люди из племени туарегов с малых лет на верблюде, привыкли к кочевой жизни. В течение дня они могут свободно проехать от 80 до 90 вёрст.
На ночь курьер останавливается где-нибудь в населённом пункте. С восходом солнца — снова в путь.
Через несколько дней курьер на верблюде — в Триполи».
— Соркин Е. Б. Почта спешит к людям

### СССР
Вьючная почта с применением верблюдов была также распространена в пустынях Средней Азии, где этих животных нередко запрягали в почтовые повозки. Вот что об этом писал журнал «Жизнь и техника связи» в № 2 за 1926 год:

«С 20 января 1926 года установлена еженедельная регулярная отправка почт на верблюдах из г. Казалинска, Сыр-Дарьинской обл. до Чимбая и обратно. Путь от Казалинска до Чимбая — 420 км — пролегает по безводной степи. Местами — сыпучий песок. Сопровождающие почту, кроме продуктов, берут запас воды на весь путь. Дорога совершенно безлюдна. Кругом на сотни вёрст — степь и степь, и только на четвёртый день пути почтальоны видят Аральское море с голыми берегами. Всё расстояние от Казалинска до Чимбая верблюды проходят почти без корма и воды в 10 суток, с грузом 10—12 пудов».
— Соркин Е. Б. Почта спешит к людям
Вьючная почта на верблюдах существовала в 1920-е годы в Таджикистане, от станции Гусар до Душанбе. В пути встречались трудные участки — горы, крутые спуски, бурные реки. Иногда на почтовые караваны делали налёты шайки басмачей и почтальоны с верблюдами бесследно исчезали. Впоследствии здесь пролегла шоссейная дорога для гужевого транспорта с почтой и для автомобилей.

### Южная Африка
Известны попытки внедрить верблюжью почту в Южной Африке. Так, в 1904 году была организована доставка писем и посылок на верблюдах в Капской колонии, между Цварт-Моддером и Видфонтейном. Верблюдов закупили в Египте, однако они вскоре погибли из-за резкой перемены температуры в Южной Африке. Тем не менее почтовая администрация решилась на повторную закупку партии верблюдов.

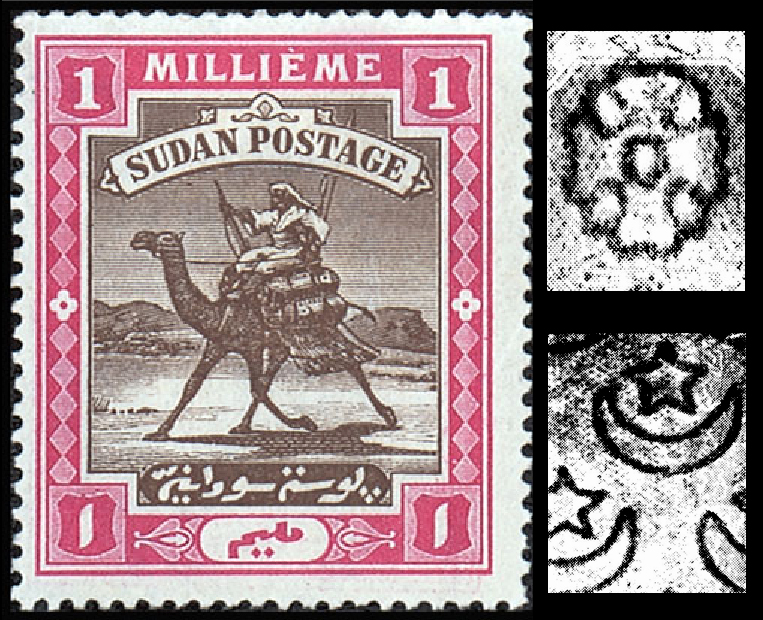
Почтовая марка Судана «Верблюжья почта», 1898(Sc #9). Справа показаны водяные знаки

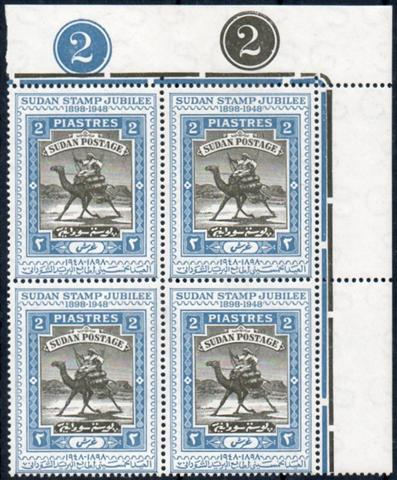
Квартблок марок Судана к 50-летию первой серии оригинальных марок страны «Верблюжья почта», 1948(Sc #95)

Фальшивая марка «верблюжьей почты Бахрейна» (1986—1990)

### Австралия
В Австралии верблюды регулярно использовались для перевозки почты и грузов из Однадатты (Южная Австралия) в Алис-Спрингс (Северная территория) до 1872 года, когда через австралийский континент была проложена телеграфная линия. Окончательно надобность в верблюжьей почте отпала в 1929 году, когда на смену верблюдам пришла железная дорога, построенная до Алис-Спрингса. На то, чтобы преодолеть почти 520 километров, у «афганцев» — погонщиков верблюдов уходило около четырёх недель. Их потомки в 2002 году провели в честь верблюжьей почты памятное мероприятие.

## Современность
Ныне верблюжью почту практически повсеместно вытеснили автомобильный транспорт и авиация, однако верблюды при необходимости ещё могут применяться в некоторых местах.

## Филателистические аспекты

### Коллекционирование
К филателистическим материалам верблюжьей почты можно отнести те или иные отметки на почтовой корреспонденции, а также почтовые марки на эту тему. Например, в некоторых случаях на пересылаемой верблюдами почте делались соответствующие штемпельные пометки, которые представляют интерес для коллекционирования.
Верблюжья почта представлена на почтовых марках Судана, выпускавшихся в 1898—1954 годах, а также на знаках почтовой оплаты Индии в 1937 и 1954 годах.
Изображение верблюда в пустыне и пальмы присутствует на штампе местной почты, работавшей в 1898 году в Чагае в Британской Индии (ныне территория Пакистана). Штамп ставился на письма, пересылавшиеся по маршруту Нушки — Чагай — Персия в специальных конвертах с буквами «O. H. M. S.», и имел указание стоимости (4 анны) и надпись по-английски «Почта Чагай», что приравнивало его к знаку почтовой оплаты.
Основанная в Лондоне Группа изучения Судана (Sudan Study Group) издаёт филателистический журнал «Верблюжья почта» (англ. «The Camel Post»).

### Фантастические и фальшивые марки
Популярность суданской марочной серии о почтальонах пустыни в немалой степени способствовала тому, что в разное время всплывали спекулятивно-фантастические марки, имитировавшие этот сюжет. Так, в конце XIX века марки с подобным рисунком выходили от имени несуществовавшего государства Малакота (Malakote) в Эфиопии. В 1986—1990 годах появилась серия фальшивых марок «верблюжьей почты Бахрейна» (Bahrain Camel Post), продававшаяся в помощь некоему дому детей-инвалидов.